# Caecilius Lucanus
Caecilius Lucanus (sein Praenomen ist nicht bekannt) war ein im 2. Jahrhundert n. Chr. lebender Angehöriger des römischen Ritterstandes (Eques).
Durch eine Inschrift, die bei Ilkley gefunden wurde und die auf 161/169 datiert wird, ist belegt, dass Lucanus Präfekt einer Kohorte war. Laut John Spaul war er Präfekt der Cohors II Lingonum, die in der Provinz Britannia stationiert war.